# Liste der Nummer-eins-Hits in Japan (1987)
Die Liste der japanischen Nummer-eins-Hits enthält die Daten vom 1. Januar bis zum 31. Dezember 1987. Die letzte Woche im Jahr fällt mit der ersten Woche des neuen Jahres zusammen. Angegeben sind die Verkaufszahlen der jeweiligen Nummer eins in ihrer Woche. Alle Angaben basieren auf den offiziellen japanischen Charts von Oricon.

## Singles
| ← 1986 ← | Liste der Nummer-eins-Hits in Japan | Liste der Nummer-eins-Hits in Japan | Liste der Nummer-eins-Hits in Japan | 1988 →                    |
| \| Zeitraum \| Wo. ges. \| Interpret \| Titel Autor(en) \| Zusätzliche Informationen \| \| (Zeitraum, Wochen auf Platz eins, Interpret, Titel, Autor[en], zusätzliche Informationen) \| \| \| \| \| \| ----------------------------------------------------------------------------------------- \| -------- \| ---------------------- \| ----------------------------- \| ------------------------- \| \| 29. Dezember 1986 – 11. Januar 1987 2 Wochen \| 2 \| Mamiko Takai \| Yakusoku \| – \| \| 12. Januar 1987 – 18. Januar 1987 1 Woche \| 1 \| Marina Watanabe \| White Rabbitt kara no Message \| – \| \| 19. Januar 1987 – 25. Januar 1987 1 Woche \| 1 \| Yōko Minamino \| Nangoku no Door \| – \| \| 26. Januar 1987 – 1. Februar 1987 1 Woche \| 1 \| Minayo Watanabe \| TOO ADULT \| – \| \| 2. Februar 1987 – 8. Februar 1987 1 Woche \| 1 \| Onyanko Club \| NO MORE Renai gokko \| – \| \| 9. Februar 1987 – 15. Februar 1987 1 Woche \| 1 \| Ikuzo Yoshi \| Yukiguni \| – \| \| 16. Februar 1987 – 1. März 1987 2 Wochen \| 2 \| Akina Nakamori \| TANGO NOIR \| – \| \| 2. März 1987 – 8. März 1987 1 Woche \| 1 \| Ushiroyubi Sasare-gumi \| Kashiko \| – \| \| 9. März 1987 – 15. März 1987 1 Woche \| 1 \| Kyōko Koizumi \| Mizu no Rouge \| – \| \| 16. März 1987 – 22. März 1987 1 Woche \| 1 \| Shōnen-tai \| stripe blue \| – \| \| 23. März 1987 – 29. März 1987 1 Woche \| 1 \| The Alfee \| Sapphire no hitomi \| – \| \| 30. März 1987 – 5. April 1987 1 Woche \| 1 \| Mamiko Takai \| Kagerō \| – \| \| 6. April 1987 – 12. April 1987 1 Woche \| 1 \| Momoko Kikuchi \| Idol o sagase \| – \| \| 13. April 1987 – 19. April 1987 1 Woche \| 1 \| Yōko Minamino \| Hanashikake takatta \| – \| \| 20. April 1987 – 26. April 1987 1 Woche \| 1 \| Marina Watanabe \| Marina no natsu \| – \| \| 27. April 1987 – 3. Mai 1987 1 Woche \| 1 \| Minayo Watanabe \| PINK no CHAO \| – \| \| 4. Mai 1987 – 17. Mai 1987 2 Wochen (insgesamt 3) \| 3 \| Seiko Matsuda \| Strawberry Time \| – \| \| 18. Mai 1987 – 24. Mai 1987 1 Woche \| 1 \| Ushirogami Hikaretai \| Toki no kawa o koete \| – \| \| 25. Mai 1987 – 31. Mai 1987 1 Woche (insgesamt 3) \| 3 \| Seiko Matsuda \| Strawberry Time \| – \| \| 1. Juni 1987 – 7. Juni 1987 1 Woche \| 1 \| Onyanko Club \| Katatsumuri Samba \| – \| \| 8. Juni 1987 – 14. Juni 1987 1 Woche \| 1 \| Kiyotaka Sugiyama \| Mizu no naka no Answer \| – \| \| 15. Juni 1987 – 28. Juni 1987 2 Wochen \| 2 \| Akina Nakamori \| BLONDE \| – \| \| 29. Juni 1987 – 5. Juli 1987 1 Woche \| 1 \| Yōko Minamino \| Sayonara no kajitsu tachi \| – \| \| 6. Juli 1987 – 12. Juli 1987 1 Woche \| 1 \| Shōnen-tai \| Kimi dake ni \| – \| \| 13. Juli 1987 – 19. Juli 1987 1 Woche \| 1 \| Yōko Minamino \| Pandora no koibito \| – \| \| 20. Juli 1987 – 26. Juli 1987 1 Woche \| 1 \| The Checkers \| WANDERER \| – \| \| 27. Juli 1987 – 2. August 1987 1 Woche \| 1 \| Marina Watanabe \| Natsuyasumi dake no Sidesheet \| – \| \| 3. August 1987 – 9. August 1987 1 Woche (insgesamt 2) \| 2 \| BOØWY \| Marionette \| – \| \| 10. August 1987 – 16. August 1987 1 Woche \| 1 \| Minayo Watanabe \| Amarylis \| – \| \| 17. August 1987 – 23. August 1987 1 Woche (insgesamt 2) \| 2 \| BOØWY \| Marionette \| – \| \| 24. August 1987 – 30. August 1987 1 Woche \| 1 \| Yūjirō Ishihara \| Kita no tabibito \| – \| \| 31. August 1987 – 6. September 1987 1 Woche \| 1 \| Hikaru Genji \| STAR LIGHT \| – \| \| 7. September 1987 – 13. September 1987 1 Woche \| 1 \| Kiyotaka Sugiyama \| SHADE ~Natsu no kageri \| – \| \| 14. September 1987 – 20. September 1987 1 Woche \| 1 \| Shizuka Kudō \| Kindan no Telepathy \| – \| \| 21. September 1987 – 27. September 1987 1 Woche \| 1 \| Yui Asaka \| Niji no Dreamer \| – \| \| 28. September 1987 – 4. Oktober 1987 1 Woche \| 1 \| Masahiko Kondō \| Naite mirya ii jan \| – \| \| 5. Oktober 1987 – 11. Oktober 1987 1 Woche \| 1 \| Yōko Minamino \| Aki no Indication \| – \| \| 12. Oktober 1987 – 18. Oktober 1987 1 Woche \| 1 \| Akina Nakamori \| Nanpasen \| – \| \| 19. Oktober 1987 – 25. Oktober 1987 1 Woche \| 1 \| Miho Nakayama \| CATCH ME \| – \| \| 26. Oktober 1987 – 1. November 1987 1 Woche \| 1 \| Kazama San Shimai \| Remember \| – \| \| 2. November 1987 – 8. November 1987 1 Woche \| 1 \| Kyōko Koizumi \| Kiss o tomenai de \| – \| \| 9. November 1987 – 15. November 1987 1 Woche \| 1 \| The Alfee \| My Truth \| – \| \| 16. November 1987 – 22. November 1987 1 Woche \| 1 \| Seiko Matsuda \| Pearl-White Eve \| – \| \| 23. November 1987 – 29. November 1987 1 Woche \| 1 \| Shōnen-tai \| ABC \| – \| \| 30. November 1987 – 6. Dezember 1987 1 Woche \| 1 \| Yukari Morikawa \| SHOW ME \| – \| \| 7. Dezember 1987 – 13. Dezember 1987 1 Woche (insgesamt 6) \| 6 \| Hikaru Genji \| Glass no jūdai \| – \| \| 14. Dezember 1987 – 20. Dezember 1987 1 Woche \| 1 \| Yōko Minamino \| Haikara-san ga tōru \| – \| \| 21. Dezember 1987 – 24. Januar 1988 5 Wochen (insgesamt 6) \| 6 \| Hikaru Genji \| Glass no jūdai \| – \| |                                     |                                     |                                     |                           |
| ← 1986 |                                     |                                     |                                     | → 1988 →                  |
| Zeitraum | Wo. ges.                            | Interpret                           | Titel Autor(en)                     | Zusätzliche Informationen |
| (Zeitraum, Wochen auf Platz eins, Interpret, Titel, Autor[en], zusätzliche Informationen) |                                     |                                     |                                     |                           |
| 29. Dezember 1986 – 11. Januar 1987 2 Wochen | 2                                   | Mamiko Takai                        | Yakusoku                            | –                         |
| 12. Januar 1987 – 18. Januar 1987 1 Woche | 1                                   | Marina Watanabe                     | White Rabbitt kara no Message       | –                         |
| 19. Januar 1987 – 25. Januar 1987 1 Woche | 1                                   | Yōko Minamino                       | Nangoku no Door                     | –                         |
| 26. Januar 1987 – 1. Februar 1987 1 Woche | 1                                   | Minayo Watanabe                     | TOO ADULT                           | –                         |
| 2. Februar 1987 – 8. Februar 1987 1 Woche | 1                                   | Onyanko Club                        | NO MORE Renai gokko                 | –                         |
| 9. Februar 1987 – 15. Februar 1987 1 Woche | 1                                   | Ikuzo Yoshi                         | Yukiguni                            | –                         |
| 16. Februar 1987 – 1. März 1987 2 Wochen | 2                                   | Akina Nakamori                      | TANGO NOIR                          | –                         |
| 2. März 1987 – 8. März 1987 1 Woche | 1                                   | Ushiroyubi Sasare-gumi              | Kashiko                             | –                         |
| 9. März 1987 – 15. März 1987 1 Woche | 1                                   | Kyōko Koizumi                       | Mizu no Rouge                       | –                         |
| 16. März 1987 – 22. März 1987 1 Woche | 1                                   | Shōnen-tai                          | stripe blue                         | –                         |
| 23. März 1987 – 29. März 1987 1 Woche | 1                                   | The Alfee                           | Sapphire no hitomi                  | –                         |
| 30. März 1987 – 5. April 1987 1 Woche | 1                                   | Mamiko Takai                        | Kagerō                              | –                         |
| 6. April 1987 – 12. April 1987 1 Woche | 1                                   | Momoko Kikuchi                      | Idol o sagase                       | –                         |
| 13. April 1987 – 19. April 1987 1 Woche | 1                                   | Yōko Minamino                       | Hanashikake takatta                 | –                         |
| 20. April 1987 – 26. April 1987 1 Woche | 1                                   | Marina Watanabe                     | Marina no natsu                     | –                         |
| 27. April 1987 – 3. Mai 1987 1 Woche | 1                                   | Minayo Watanabe                     | PINK no CHAO                        | –                         |
| 4. Mai 1987 – 17. Mai 1987 2 Wochen (insgesamt 3) | 3                                   | Seiko Matsuda                       | Strawberry Time                     | –                         |
| 18. Mai 1987 – 24. Mai 1987 1 Woche | 1                                   | Ushirogami Hikaretai                | Toki no kawa o koete                | –                         |
| 25. Mai 1987 – 31. Mai 1987 1 Woche (insgesamt 3) | 3                                   | Seiko Matsuda                       | Strawberry Time                     | –                         |
| 1. Juni 1987 – 7. Juni 1987 1 Woche | 1                                   | Onyanko Club                        | Katatsumuri Samba                   | –                         |
| 8. Juni 1987 – 14. Juni 1987 1 Woche | 1                                   | Kiyotaka Sugiyama                   | Mizu no naka no Answer              | –                         |
| 15. Juni 1987 – 28. Juni 1987 2 Wochen | 2                                   | Akina Nakamori                      | BLONDE                              | –                         |
| 29. Juni 1987 – 5. Juli 1987 1 Woche | 1                                   | Yōko Minamino                       | Sayonara no kajitsu tachi           | –                         |
| 6. Juli 1987 – 12. Juli 1987 1 Woche | 1                                   | Shōnen-tai                          | Kimi dake ni                        | –                         |
| 13. Juli 1987 – 19. Juli 1987 1 Woche | 1                                   | Yōko Minamino                       | Pandora no koibito                  | –                         |
| 20. Juli 1987 – 26. Juli 1987 1 Woche | 1                                   | The Checkers                        | WANDERER                            | –                         |
| 27. Juli 1987 – 2. August 1987 1 Woche | 1                                   | Marina Watanabe                     | Natsuyasumi dake no Sidesheet       | –                         |
| 3. August 1987 – 9. August 1987 1 Woche (insgesamt 2) | 2                                   | BOØWY                               | Marionette                          | –                         |
| 10. August 1987 – 16. August 1987 1 Woche | 1                                   | Minayo Watanabe                     | Amarylis                            | –                         |
| 17. August 1987 – 23. August 1987 1 Woche (insgesamt 2) | 2                                   | BOØWY                               | Marionette                          | –                         |
| 24. August 1987 – 30. August 1987 1 Woche | 1                                   | Yūjirō Ishihara                     | Kita no tabibito                    | –                         |
| 31. August 1987 – 6. September 1987 1 Woche | 1                                   | Hikaru Genji                        | STAR LIGHT                          | –                         |
| 7. September 1987 – 13. September 1987 1 Woche | 1                                   | Kiyotaka Sugiyama                   | SHADE ~Natsu no kageri              | –                         |
| 14. September 1987 – 20. September 1987 1 Woche | 1                                   | Shizuka Kudō                        | Kindan no Telepathy                 | –                         |
| 21. September 1987 – 27. September 1987 1 Woche | 1                                   | Yui Asaka                           | Niji no Dreamer                     | –                         |
| 28. September 1987 – 4. Oktober 1987 1 Woche | 1                                   | Masahiko Kondō                      | Naite mirya ii jan                  | –                         |
| 5. Oktober 1987 – 11. Oktober 1987 1 Woche | 1                                   | Yōko Minamino                       | Aki no Indication                   | –                         |
| 12. Oktober 1987 – 18. Oktober 1987 1 Woche | 1                                   | Akina Nakamori                      | Nanpasen                            | –                         |
| 19. Oktober 1987 – 25. Oktober 1987 1 Woche | 1                                   | Miho Nakayama                       | CATCH ME                            | –                         |
| 26. Oktober 1987 – 1. November 1987 1 Woche | 1                                   | Kazama San Shimai                   | Remember                            | –                         |
| 2. November 1987 – 8. November 1987 1 Woche | 1                                   | Kyōko Koizumi                       | Kiss o tomenai de                   | –                         |
| 9. November 1987 – 15. November 1987 1 Woche | 1                                   | The Alfee                           | My Truth                            | –                         |
| 16. November 1987 – 22. November 1987 1 Woche | 1                                   | Seiko Matsuda                       | Pearl-White Eve                     | –                         |
| 23. November 1987 – 29. November 1987 1 Woche | 1                                   | Shōnen-tai                          | ABC                                 | –                         |
| 30. November 1987 – 6. Dezember 1987 1 Woche | 1                                   | Yukari Morikawa                     | SHOW ME                             | –                         |
| 7. Dezember 1987 – 13. Dezember 1987 1 Woche (insgesamt 6) | 6                                   | Hikaru Genji                        | Glass no jūdai                      | –                         |
| 14. Dezember 1987 – 20. Dezember 1987 1 Woche | 1                                   | Yōko Minamino                       | Haikara-san ga tōru                 | –                         |
| 21. Dezember 1987 – 24. Januar 1988 5 Wochen (insgesamt 6) | 6                                   | Hikaru Genji                        | Glass no jūdai                      | –                         |